# Società Sportiva Lanerossi Vicenza 1976-1977
Questa voce raccoglie le informazioni riguardanti la Società Sportiva Lanerossi Vicenza nelle competizioni ufficiali della stagione 1976-1977.

## Stagione
In questa stagione il L.R. vicenza ha vinto per la seconda volta nella sua storia il campionato di Serie B, ottenendo la promozione in Serie A con 51 punti, due lunghezze di vantaggio sulla seconde classificate l'Atalanta, il Pescara ed il Cagliari, le prime due promosse dopo spareggio. Sono retrocesse la Spal ed il Catania con 31 punti ed il Novara con 29 punti.
La panchina viene affidata a Giovan Battista Fabbri, il mercato porta in dote i protagonisti di una epopea vicentina memorabile: il libero Giorgio Carrera, l'ala Franco Cerilli, il difensore Giuseppe Lelj, il centrocampista Giancarlo Salvi, ed il guizzante e giovane attaccante Paolo Rossi che segna 21 reti esibendo un raro fiuto del goal.
In Coppa Italia la squadra biancorossa ha vinto il settimo girone di qualificazione prima del campionato, e a giugno ha disputato il girone di finale B piazzandosi terza.

## Rosa
| N. |                   | Ruolo | Calciatore           |
| -- | ----------------- | ----- | -------------------- |
|    | Italia (bandiera) | P     | Ernesto Galli        |
|    | Italia (bandiera) | P     | Michelangelo Sulfaro |
|    | Italia (bandiera) | D     | Giorgio Carrera      |
|    | Italia (bandiera) | D     | Dario Dolci          |
|    | Italia (bandiera) | D     | Giuseppe Lelj        |
|    | Italia (bandiera) | D     | Valeriano Prestanti  |
|    | Italia (bandiera) | D     | Luciano Marangon (I) |
|    | Italia (bandiera) | C     | Franco Cerilli       |
|    | Italia (bandiera) | C     | Stefano D'Aversa     |
|    | Italia (bandiera) | C     | Innocenzo Donina     |

| N. |                   | Ruolo | Calciatore        |
| -- | ----------------- | ----- | ----------------- |
|    | Italia (bandiera) | C     | Renato Faloppa    |
|    | Italia (bandiera) | C     | Roberto Filippi   |
|    | Italia (bandiera) | C     | Giancarlo Salvi   |
|    | Italia (bandiera) | A     | Gesualdo Albanese |
|    | Italia (bandiera) | A     | Massimo Briaschi  |
|    | Italia (bandiera) | A     | Paolo Rossi       |
|    | Italia (bandiera) | A     | Vinicio Verza     |
|    | Italia (bandiera) | A     | Aldo Rossi        |
|    | Italia (bandiera) | C     | Mauro Bastianello |
|    | Italia (bandiera) | D     | Giovanni Simonato |

## Risultati

### Serie B

#### Girone di andata
| Arbitro: | Prati (Parma) |

|                                |           |  |
| Lombardi 50’ (rig.) Capone 60’ | Marcatori |  |

| Arbitro: | Menegali (Roma) |

|                         |           |  |
| Faloppa 3’ P. Rossi 89’ | Marcatori |  |

| Arbitro: | Vannucchi (Bologna) |

|                    |           |                                   |
| Altobelli 35’, 38’ | Marcatori | 6’, 55’ P. Rossi 14’ (rig.) Dolci |

| Arbitro: | Tonolini (Milano) |

|                        |           |  |
| P. Rossi 68’, 75’, 82’ | Marcatori |  |

| Arbitro: | Lops (Torino) |

|              |           |             |
| L. Piras 83’ | Marcatori | 79’ Cerilli |

| Arbitro: | Benedetti (Roma) |

|                   |           |             |
| Vivani 44’ (aut.) | Marcatori | 85’ Zandoli |

| Arbitro: | Lapi (Firenze) |

|                       |           |             |
| Bellinazzi 70’ (rig.) | Marcatori | 44’ Faloppa |

| Arbitro: | Gonella (Torino) |

|                                              |           |                       |
| P. Rossi 15’ (rig.), 54’ (rig.) G. Salvi 34’ | Marcatori | 8’ Buriani 26’ Braida |

| Taranto 21 novembre 1976 9ª giornata | Taranto           | 0 – 0 | Lanerossi Vicenza | Stadio Salinella\| Arbitro: \| Mattei (Macerata) \| |
| Arbitro:                             | Mattei (Macerata) |       |                   |                                                     |

| Arbitro: | Reggiani (Bologna) |

|                          |           |                              |
| Franzoni 55’ Pezzato 86’ | Marcatori | 4’, 10’, 41’ (rig.) P. Rossi |

| Arbitro: | Mascia (Milano) |

|              |           |  |
| G. Salvi 55’ | Marcatori |  |

| Arbitro: | Lazzaroni (Milano) |

|                     |           |  |
| P. Rossi 14’ (rig.) | Marcatori |  |

| Arbitro: | Vannucchi (Bologna) |

|                |           |                         |
| Piccinetti 81’ | Marcatori | 7’ P. Rossi 12’ Faloppa |

| Arbitro: | Trinchieri (Reggio Emilia) |

|               |           |              |
| Montenegro 9’ | Marcatori | 11’ P. Rossi |

| Arbitro: | Serafino (Roma) |

|  |           |             |
|  | Marcatori | 84’ Repetto |

| Arbitro: | Menegali (Roma) |

|                                     |           |              |
| M. Piga 75’ (rig.) Dolci 88’ (aut.) | Marcatori | 84’ P. Rossi |

| Arbitro: | Schena (Foggia) |

|                                              |           |               |
| Fiorucci 60’ (aut.) Faloppa 64’ P. Rossi 71’ | Marcatori | 31’ Gibellini |

| San Benedetto del Tronto 30 gennaio 1977 18ª giornata | Sambenedettese    | 0 – 0 | Lanerossi Vicenza | Stadio Fratelli Ballarin\| Arbitro: \| Bergamo (Livorno) \| |
| Arbitro:                                              | Bergamo (Livorno) |       |                   |                                                             |

| Arbitro: | Menicucci (Firenze) |

|                          |           |  |
| G. Salvi 68’ Faloppa 90’ | Marcatori |  |

#### Girone di ritorno
| Arbitro: | Lanese (Messina) |

|                       |           |                                 |
| Verza 37’ Cerilli 39’ | Marcatori | 73’ Ferrara 82’ S. Trevisanello |

| Arbitro: | Prati (Parma) |

|                  |           |              |
| Dolci 52’ (aut.) | Marcatori | 53’ P. Rossi |

| Arbitro: | Pieri (Genova) |

|              |           |  |
| P. Rossi 32’ | Marcatori |  |

| Arbitro: | Mattei (Macerata) |

|  |           |             |
|  | Marcatori | 37’ Faloppa |

| Arbitro: | Ciulli (Roma) |

|          |           |  |
| G. Salvi | Marcatori |  |

| Arbitro: | Lapi (Firenze) |

|                            |           |              |
| Magherini 53’ S. Villa 79’ | Marcatori | 75’ P. Rossi |

| Arbitro: | Mascia (Milano) |

|                                 |           |           |
| P. Rossi 32’ (rig.) Faloppa 40’ | Marcatori | 88’ Zanon |

| Arbitro: | F. Panzino (Catanzaro) |

|             |           |              |
| Tosetto 39’ | Marcatori | 79’ G. Salvi |

| Vicenza 11 aprile 1977 28ª giornata | Lanerossi Vicenza | 0 – 0 | Taranto | Stadio Romeo Menti\| Arbitro: \| Gussoni (Tradate) \| |
| Arbitro:                            | Gussoni (Tradate) |       |         |                                                       |

| Vicenza 17 aprile 1977 29ª giornata | Lanerossi Vicenza   | 0 – 0 | Ternana | Stadio Romeo Menti\| Arbitro: \| Menicucci (Firenze) \| |
| Arbitro:                            | Menicucci (Firenze) |       |         |                                                         |

| Arbitro: | Mattei (Macerata) |

|  |           |             |
|  | Marcatori | 30’ Faloppa |

| Rimini 1º maggio 1977 31ª giornata | Rimini         | 0 – 0 | Lanerossi Vicenza | Stadio Romeo Neri\| Arbitro: \| Pieri (Genova) \| |
| Arbitro:                           | Pieri (Genova) |       |                   |                                                   |

| Arbitro: | Vannucchi (Bologna) |

|             |           |              |
| Cerilli 90’ | Marcatori | 40’ Giavardi |

| Vicenza 15 maggio 1977 33ª giornata | Lanerossi Vicenza | 0 – 0 | Lecce | Stadio Romeo Menti\| Arbitro: \| D'Elia (Salerno) \| |
| Arbitro:                            | D'Elia (Salerno)  |       |       |                                                      |

| Arbitro: | Gonella (Torino) |

|                       |           |            |
| Zucchini 8’ Mosti 52’ | Marcatori | 18’ Donina |

| Arbitro: | Benedetti (Roma) |

|              |           |  |
| Albanese 24’ | Marcatori |  |

| Arbitro: | Menicucci (Firenze) |

|           |           |           |
| Paina 43’ | Marcatori | 36’ Verza |

| Arbitro: | Prati (Parma) |

|                                 |           |                 |
| P. Rossi 31’ (rig.) Cerilli 85’ | Marcatori | 13’ F. Chimenti |

| Arbitro: | Michelotti (Parma) |

|             |           |              |
| Bonaldi 76’ | Marcatori | 69’ G. Salvi |

### Coppa Italia

#### Primo turno
| Arbitro: | Mascia (Milano) |

|  |           |          |
|  | Marcatori | 49’ Lelj |

| Arbitro: | Longhi (Roma) |

|  |           |              |
|  | Marcatori | 32’ P. Rossi |

| Arbitro: | Schena (Foggia) |

|                                       |           |            |
| Cerilli 12’ P. Rossi 16’ Marangon 35’ | Marcatori | 70’ Pirola |

| Arbitro: | Ciacci (Firenze) |

|                  |           |  |
| Dolci 38’ (rig.) | Marcatori |  |

#### Secondo turno
| Arbitro: | Longhi (Roma) |

|                                |           |  |
| Simonato 43’ Albanese 72’, 74’ | Marcatori |  |

| Arbitro: | Patrussi (Arezzo) |

|                |           |                   |
| Montenegro 41’ | Marcatori | 20’, 47’ A. Rossi |

| Arbitro: | Menegali (Roma) |

|  |           |                                    |
|  | Marcatori | 18’ Oriali 66’ Pavone 75’ Anastasi |

| Arbitro: | D'Elia (Salerno) |

|                             |           |                                            |
| Albanese 5’ Bastianello 82’ | Marcatori | 10’ Gori 15’ Francisca 25’, 29’ Boninsegna |

| Arbitro: | Longhi (Roma) |

|                      |           |                     |
| Facchetti 40’ (rig.) | Marcatori | 31’ (rig.) G. Salvi |

| Arbitro: | Lanese (Messina) |

|                               |           |              |
| Della Monica 60’ Cascella 62’ | Marcatori | 80’ Albanese |

## Statistiche

### Statistiche di squadra
| Competizione | Punti | In casa | In casa | In casa | In casa | In casa | In casa | In trasferta | In trasferta | In trasferta | In trasferta | In trasferta | In trasferta | Totale | Totale | Totale | Totale | Totale | Totale | DR  |
| Competizione | Punti | G       | V       | N       | P       | Gf      | Gs      | G            | V            | N            | P            | Gf           | Gs           | G      | V      | N      | P      | Gf     | Gs     | DR  |
| ------------ | ----- | ------- | ------- | ------- | ------- | ------- | ------- | ------------ | ------------ | ------------ | ------------ | ------------ | ------------ | ------ | ------ | ------ | ------ | ------ | ------ | --- |
| Serie B      | 51    | 19      | 12      | 6       | 1       | 26      | 10      | 19           | 6            | 9            | 4            | 21           | 19           | 38     | 18     | 15     | 5      | 47     | 29     | +18 |
| Coppa Italia | 13    | 5       | 3       | 0       | 2       | 9       | 8       | 5            | 3            | 1            | 1            | 6            | 4            | 10     | 6      | 1      | 3      | 15     | 12     | +3  |
| Totale       | 64    | 24      | 15      | 6       | 3       | 35      | 18      | 24           | 9            | 10           | 5            | 27           | 23           | 48     | 24     | 16     | 8      | 62     | 41     | +21 |

### Statistiche dei giocatori
| Giocatore       | Serie B  | Serie B | Coppa Italia | Coppa Italia | Totale   | Totale |
| Giocatore       | Presenze | Reti    | Presenze     | Reti         | Presenze | Reti   |
| --------------- | -------- | ------- | ------------ | ------------ | -------- | ------ |
| G. Albanese     | 4        | 1       | ?            | ?            | 4+       | 1+     |
| M. Bastianello  | -        | -       | ?            | ?            | 0+       | 0+     |
| M. Briaschi     | 2        | 0       | ?            | ?            | 2+       | 0+     |
| G. Carrera      | 31       | 0       | ?            | ?            | 31+      | 0+     |
| G. Celin        | -        | -       | ?            | ?            | 0+       | 0+     |
| F. Cerilli      | 35       | 4       | ?            | ?            | 35+      | 4+     |
| S. D'Aversa     | 8        | 0       | ?            | ?            | 8+       | 0+     |
| . De Gori       | -        | -       | ?            | ?            | 0+       | 0+     |
| D. Dolci        | 30       | 1       | ?            | ?            | 30+      | 1+     |
| I. Donina       | 36       | 1       | ?            | ?            | 36+      | 1+     |
| R. Faloppa      | 37       | 8       | ?            | ?            | 37+      | 8+     |
| R. Filippi      | 37       | 0       | ?            | ?            | 37+      | 0+     |
| E. Galli        | 38       | -29     | ?            | ?            | 38+      | -29+   |
| G. Gemo         | -        | -       | ?            | ?            | 0+       | 0+     |
| G. Lelj         | 38       | 0       | ?            | ?            | 38+      | 0+     |
| L. Marangon (I) | 30       | 0       | ?            | ?            | 30+      | 0+     |
| G. Marchiori    | -        | -       | ?            | ?            | 0+       | 0+     |
| B. Pivato       | -        | -       | ?            | ?            | 0+       | 0+     |
| V. Prestanti    | 28       | 0       | ?            | ?            | 28+      | 0+     |
| A. Rossi        | -        | -       | ?            | ?            | 0+       | 0+     |
| P. Rossi        | 36       | 21      | ?            | ?            | 36+      | 21+    |
| G. Salvi        | 36       | 5       | ?            | ?            | 36+      | 5+     |
| G. Simonato     | -        | -       | ?            | ?            | 0+       | 0+     |
| M. Sulfaro      | -        | -       | ?            | ?            | 0+       | 0+     |
| V. Verza        | 22       | 2       | ?            | ?            | 22+      | 2+     |
| . Zausa         | -        | -       | ?            | ?            | 0+       | 0+     |